# 기독교 신비주의
기독교 신비주의 (Christian mysticism)는 기독교안에서 신비적 실천과 이론적 발전에 연관된다. 신비주의는 교리와 연관되기 보다는 사상의 방법에 관계되는데, 특히 로마 카톨릭과 정통 기독교 ( 동방 정교회와 동방 정교회의 전통)가 있다.
기독교에서 신비주의는 《디오니시오스 위서》에 의해 전파되었으며, 성 프란체스코의 체험에 생생하게 나타나고 에크하르트에 이르러 독특한 사상이 되었다. 이어 조이제(1295-1366)나 요한 타울러(1300경-1361) 등 신비사상가들에게 계승되어, 벨기에의 로이스부르크(1293-1381)에 이르러서는 굶주린 신에게 먹힌다는 특수한 일체관(一體觀)을 의미하였다. 가톨릭의 정통 신앙에 입각하는 제르송(1363-1429)도 여러 학파의 절충을 바라면서 신비적 직관에서 내적(內的) 생명을 구했다.
그러나 신비주의는 결코 명상이나 개인적 도취에만 그친 것은 아니며, 실천활동을 중시하여 개혁운동과도 관련이 있었다. 11세기 코뮌의 자치권 요구 폭동에서는 클뤼니 개혁파의 신비적 설교자가 선두에 섰다. 성 프란체스코로부터 시작되는 탁발승단은 교회에 대한 무언의 개혁운동이었다. 토마스 아 켐피스를 낳은 네덜란드의 '공동생활의 형제회'(Brethren of the Common Life)도 세속적 활동을 중시하는 신비주의였다.

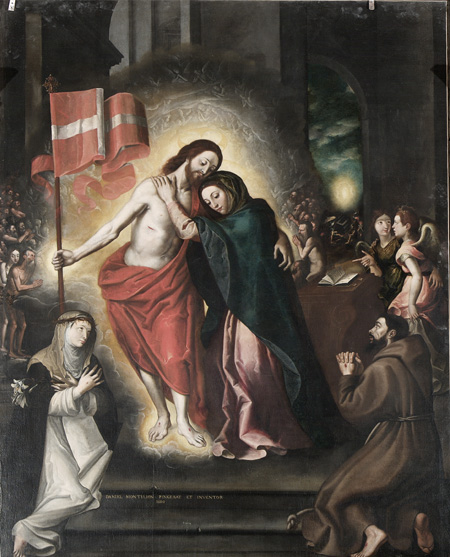
그리스도와 교회의 신비한 결혼

## 같이 보기
- 신격화
- 자존성
- 기독교와 점성술
- 사막 교부
- 케노시스
- 토머스 머턴
- 열린신학
- 오순절주의
- 소보르노스티
- 구원론
- 암묵적 지식